# Mycale truncatella
Mycale truncatella är en svampdjursart som först beskrevs av Lendenfeld 1887.  Mycale truncatella ingår i släktet Mycale och familjen Mycalidae. Inga underarter finns listade i Catalogue of Life.